# Procatedral de Nuestra Señora Reina de Nigeria (Abuya)
La Procatedral de Nuestra Señora Reina de Nigeria o simplemente Catedral de Abuya (en inglés: Our Lady Queen of Nigeria Pro-Cathedral) es el nombre que recibe un edificio religioso afiliado a la Iglesia Católica que se encuentra ubicado en la calle  Funmilayo Kutim, en Garki en la ciudad de Abuya la capital del país africano de Nigeria. Sirve como la procatedral o catedral temporal de Abuya, y se espera que en sea reemplazada por la Catedral de los Doce Apóstoles en la misma ciudad cuando esta sea finalizada.
Inicialmente fue llamada Iglesia de Todos los Santos y tuvo su primer sacerdote en 1983.
El templo sigue el rito romano o latino y es la iglesia madre de la Arquidiócesis Metropolitana de Abuya (Archidioecesis Abugensis) que fue creada como misión sui juris en 1981 y fue elevada a su actual estatus en 1994 mediante la bula "Quo aptius" del papa Juan Pablo II.
Esta bajo la responsabilidad pastoral del cardenal John Olorunfemi Onaiyekan. La Catedral fue visitada por el entonces papa Juan Pablo II en 1988 y también por el entonces presidente de Nigeria Goodluck Jonathan en 2015.